# Kabupaten Malaka
Kabupaten Malaka (engelska: Malaka Regency) är ett kabupaten i Indonesien.   Det ligger i provinsen Nusa Tenggara Timur, i den sydöstra delen av landet, 2 000 km öster om huvudstaden Jakarta.